# David Anderson (canadisk roer)
David A. Anderson (født 16. august 1937 i Vancouver, Canada, er en canadisk politiker og tidligere roer.
Ved OL 1960 i Rom vandt Anderson en sølvmedalje, som del af den canadiske otter. Canada kom ind på andenpladsen i finalen, 4,34 sekunder efter guldvinderne fra Tyskland. Tjekkoslovakiet vandt bronze, 3,32 sekunder efter canadierne. De øvrige medlemmer af den canadiske båd var Donald Arnold, Walter D'Hondt, John Lecky, Nelson Kuhn, Archibald MacKinnon, Bill McKerlich, Glen Mervyn og styrmand Sohen Biln.
Anderson var, ligesom de øvrige medlemmer af canadiernes 1960-otter, studerende ved University of British Columbia i Vancouver. Senere i sit liv gjorde han karriere som politiker som medlem af Liberal Party of Canada. Han var af to omgange, først fra 1968 til 1972, og senere fra 1993 til 2006, medlem af det canadiske underhus. Fra 1999 til 2004 var han miljøminister i regeringerne under først Jean Chrétien og siden Paul Martin.

## OL-medaljer
- 1960:  Sølv i otter